# Портико (Бергамо)
Портико је насеље у Италији у округу Бергамо, региону Ломбардија.
Према процени из 2011. у насељу је живело 78 становника. Насеље се налази на надморској висини од 127 м.